# Govind Perumal
Govind Perumal, född 25 september 1925, död 17 september 2002 i Nala Sopara, var en indisk landhockeyspelare.
Perumal blev olympisk guldmedaljör i landhockey vid sommarspelen 1952 i Helsingfors.